# Mad Mission 2 – Heißes Pflaster Unterwelt
Mad Mission 2 (auch bekannt unter dem Alternativtitel Aces Go Places 2, Originaltitel chinesisch 最佳拍檔之大顯神通 / 最佳拍档之大显神通, Pinyin Zuìjiā Pāidàng zhī Dàxiǎn Shéntōng, Jyutping Zeoi3gaai1 Paak3dong3 zi1 Daai6hin2 San4tung1) ist eine 1983 produzierte chinesische Actionkomödie aus Hongkong vom Regisseur Eric Tsang. Es ist der zweite Teil der erfolgreichen Filmreihe Mad Mission, der Jackie-Chan- und James-Bond-Filme parodiert. In den Hauptrollen spielen wie im Vorgänger Sam Hui, Karl Maka und Sylvia Chang.

## Handlung
Das American Bureau of Investigation (ABI) schickt ihren härtesten Mann, Filthy Harry alias „Schwarzer Handschuh“, nach Hongkong, um eine Sammlung gestohlener Diamanten zurückzuholen und den Mann zu beseitigen, der sie gestohlen hat. Eine rücksichtslose Gang, angeführt von Bozo, ist im Auftrag einer italienischen Vereinigung ebenfalls hinter den Diamanten her. Sam, der Diamantendieb, bekommt Besuch von der hübschen Juliet. Sie verwickelt ihn in einen Banküberfall, eine Finte, um ihn dazu zu zwingen, für ihren Boss Bozo zu arbeiten. Dieser bietet ihm Schutz vor Filthy Harry sowie vor der Polizei. Als Gegenleistung verlangt er fünfzig Prozent der Diamanten. Sam lehnt ab. Dies ist der Beginn einer waghalsigen Flucht, in der er in Kodijack, einem ehemaligen New Yorker Polizisten, sowie dessen wunderschöner Frau Komplizen findet. Die drei liefern sich einen erbitterten Kampf mit Bozo, Filthy Harry und der Polizei.

## Produktion
Die Regie der aufwändigen Produktion von Mad Mission 2 lag in den Händen von Eric Tsang. Die Produktionsleitung hatte die Filmgesellschaft Cinema City Co. Ltd. Die Hauptrollen wurden von Stars wie Samuel Hui, Karl Maka und Sylvia Chang gespielt, die bereits in Mad Mission mitgewirkt hatten und für ihre Rollen in der Fortsetzung zurückkehrten.
Die Dreharbeiten erfolgten an verschiedenen Schauplätze in Hongkong und anderen Ländern.

## Kritik
Mad Mission 2 erhielt überwiegend positive Kritiken für seine unterhaltsame Handlung, dynamische Action und überzeugende Darstellungen. Die Chemie zwischen den Hauptdarstellern, die spektakulären Stunts und die verbesserte visuelle Ästhetik wurden besonders gelobt. Obwohl es einige kritische Stimmen gab, wurde der Film insgesamt als packendes Kinoerlebnis und kommerzieller Erfolg angesehen, der die Position der „Mad Mission“ -Reihe als eine der beliebtesten Action-Komödien des Hongkong-Kinos der 1980er Jahre festigte.

## Deutsche Synchronfassung
Die deutsche Synchronisation vom „Mad Mission 2“ wurde in Berlin beim Cinephon Filmproduktions GmbH unter der Dialogregie von Peter Baumgartner nach dem Dialogdrehbuch Arne Elsholtz durchgeführt.
| Darsteller         | Rolle                              | Deutscher Sprecher       |
| ------------------ | ---------------------------------- | ------------------------ |
| Sam Hui            | Sam (King Kong)                    | Arne Elsholtz            |
| Karl Maka          | „Kodijack“ Albert Au               | Thomas Danneberg         |
| Sylvia Chang       | Ha-Tung (Nancy Ho)                 | Simone Brahmann          |
| Yasuaki Kurata     | Bull                               | Manfred Lehmann          |
| Joe Dimmick        | Filthy Harry (Schwarzer Handschuh) | Rolf Schult              |
| Tsui Hark          | FBI-Agent (Geisteskranke)          | Friedrich Georg Beckhaus |
| Walter Tso Tat-Wah | Polizei Captain (Police Chief)     | Gerd Duwner              |